# جائزة ماليزيا الكبرى 2010
جائزة ماليزيا الكبرى 2010 هو سباق فورمولا 1 أقيم بتاريخ 4 أبريل 2010 في حلبة سيبانغ الدولية، سلاغور، ماليزيا. كان الثالث من أصل 19 في بطولة العالم لسباقات الفورمولا واحد موسم 2010. حلّ الألماني سباستيان فيتل أولا بينما جاء الأسترالي مارك ويبر في المركز الثاني وحصل على المركز الثالث الألماني نيكو روسبيرغ.